# Spy Kids: Auf wichtiger Mission
Spy Kids: Auf wichtiger Mission ist eine US-amerikanisch-kanadische Animationsserie und ein Reboot der Filmreihe Spy Kids von Robert Rodriguez, die sich um die Spionfamilie Cortez drehen. Die beiden Staffeln der Serie erschienen bei Netflix am 20. April und 30. November 2018.

## Handlung
Als Goldgehirn, ein vor längerer Zeit von Gregorio Cortez geschaffenes Experiment und ehemaliger Agent der Spionageorganisation O.S.S., ausbricht und mit den gestohlenen Geheimakten die Gegensorganisation S.W.A.M.P. übernimmt, fliegt das O.S.S.-Hauptquartier auf und die erwachsenen Spione, darunter Gregorio und Ingrid Cortez, müssen untertauchen. Ihre Kinder Juni und Carmen kommen in die geheime Spionageakademie und stellen dort mit vier Agentenkindern – die russische Claudia „Scorpion“ Floop (die Tochter von Fegan Floop, dem Bösewicht aus dem Film), die elektronikversierte Glitch, der britische Sir Awesome und der australische Ace – das Team Mission Critical zusammen, mit dem sie S.W.A.M.P. und Goldgehirn bekämpfen.

## Episodenliste

### Staffel 1
| Nr. (ges.)                                                                                                 | Nr. (St.) | Deutscher Titel        | Originaltitel            | Regie                       | Drehbuch         |
| --- | --------- | ---------------------- | ------------------------ | --------------------------- | ---------------- |
| 1 | 1         | Auf kritischer Mission | Mission Critical         | Ian Freedman                | FM De Marco      |
| Juni und Carmen stellen ihr Team zusammen.                                                                 |           |                        |                          |                             |                  |
| 2 | 2         | Schulstress            | School Dazed             | Ian Freedman                | FM De Marco      |
| In der Schule muss Juni einen besonderen Test bestehen.                                                    |           |                        |                          |                             |                  |
| 3 | 3         | Auftritt Otto Tune     | Songs in the Key of Pain | Mike Alcock & Ian Freedman  | Mark Hoffmeier   |
| Die Gruppe bekämpft den musikalischen Bösewicht DJ Otto Tune.                                              |           |                        |                          |                             |                  |
| 4 | 4         | Verlassen              | Desert-ed                | Craig George & Ian Freedman | Sam Cherington   |
| Juni und Ace bleiben durch ihren Konkurrenzkampf in der Wüste zurück.                                      |           |                        |                          |                             |                  |
| 5 | 5         | Konkurrenz             | Frenemies for Life       | Mike Alcock & Ian Freedman  | FM De Marco      |
| Mission Critical tritt gegen ein anderes Kinderspionenteam an.                                             |           |                        |                          |                             |                  |
| 6 | 6         | Abtritt Bösewicht!     | And Scene!               | Craig George & Ian Freedman | Rixy Roxburgh    |
| Das Team rettet den ehemaligen O.S.S.-Agenten Impro, einen Verwandlungskünstler.                           |           |                        |                          |                             |                  |
| 7 | 7         | Kinderkram             | Inner-Childlike Behavior | Mike Alcock & Ian Freedman  | John Tellegen    |
| Fegan Floop, ein ehemaliger Bösewicht und Scorpions Vater, kommt als Lehrer zur Akademie.                  |           |                        |                          |                             |                  |
| 8 | 8         | Vinyl                  | The Vinyl Countdown      | Mike Alcock & Ian Freedman  | Justin Halliwell |
| Junis Freund PSI wird von seinem Künstlervorbild versucht, die Akademie zu verlassen.                      |           |                        |                          |                             |                  |
| 9 | 9         | Unter dem Radar        | Off the Grid             | Craig George & Ian Freedman | John Tellegen    |
| Carmen und Juni lernen für einen Test in einem Geheimraum, was das Sicherheitssystem der Akademie auslöst. |           |                        |                          |                             |                  |
| 10 | 10        | So ist das Leben       | The Cookie Crumbles      | Craig George & Ian Freedman | FM De Marco      |
| Die Gruppe beschert Goldgehirn eine Niederlage, aber er erhält einen Maulwurf in der Akademie.             |           |                        |                          |                             |                  |
| Alle Folgen wurden weltweit am 20. April 2018 auf Netflix veröffentlicht.                                  |           |                        |                          |                             |                  |

### Staffel 2
| Nr. (ges.) | Nr. (St.) | Deutscher Titel                  | Originaltitel           | Regie        | Drehbuch         |
| --- | --------- | -------------------------------- | ----------------------- | ------------ | ---------------- |
| 11 | 1         | Geheimnisse und Spione           | Secrets & Spies         | Mike Alcock  | FM De Marco      |
| Goldgehirn schleust einen Computervirus in die Akademie.                                                              |           |                                  |                         |              |                  |
| 12 | 2         | Einmischungen                    | Heavy Meddle            | Mike Alcock  | John Tellegen    |
| Otto Tune kehrt mit einem neuen Stil zurück; Juni versucht Aces Ängste zu beseitigen.                                 |           |                                  |                         |              |                  |
| 13 | 3         | Ist Tom nicht wunderbar?         | Thumb Kind of Wonderful | Craig George | Madison Bateman  |
| Nach einer Niederlage fühlt Carmen sich verflucht.                                                                    |           |                                  |                         |              |                  |
| 14 | 4         | Gesicht runter!                  | Ace Off                 | Mike Alcock  | Justin Halliwell |
| Ace wird von dem Bösewicht Dr. Chad Jericho bedroht. Die Gruppe erfährt, dass es einen Maulwurf gibt.                 |           |                                  |                         |              |                  |
| 15 | 5         | Taco-Observation                 | Stakeout Burrito        | Craig George | Sam Cherington   |
| Carmen und Scorpion beginnen sich gegenseitig zu verdächtigen.                                                        |           |                                  |                         |              |                  |
| 16 | 6         | Der namenlose, blauäugige Reiter | Pale Blue-Eyed Rider    | Craig George | Mitchell Golden  |
| Carmen glaubt, dass Impro zurück ist und ihnen heimlich hilft.                                                        |           |                                  |                         |              |                  |
| 17 | 7         | Heimweh                          | Home Sick               | Mike Alcock  | FM De Marco      |
| Juni erhält eine Solomission von seinem Vater, während die anderen das Personal der Akademie befragen.                |           |                                  |                         |              |                  |
| 18 | 8         | Flip-Floopt                      | Flip-Flooped            | Mike Alcock  | Will Morey       |
| Die Gruppe hält Fegan Floop für den Maulwurf, aber Scorpion hilft ihm.                                                |           |                                  |                         |              |                  |
| 19 | 9         | Familiäre Spannungen             | Family Unfriendly       | Craig George | John Tellegen    |
| Am Elternwochenende findet ein Wettbewerb zwischen den Familien statt. Die Gruppe erkennt, dass der Maulwurf PSI ist. |           |                                  |                         |              |                  |
| 20 | 10        | Umgehauen                        | Moled Over              | Craig George | FM De Marco      |
| PSI bereut seinen Verrat und hilft der Gruppe, Goldgehirn endgültig auszuschalten.                                    |           |                                  |                         |              |                  |
| Alle Folgen wurden weltweit am 30. November 2018 auf Netflix veröffentlicht.                                          |           |                                  |                         |              |                  |

## Synchronisation
Die deutschsprachige Synchronisation entstand nach den Dialogbüchern von Max Herzog und unter der Dialogregie von Marlene Opitz und Johannes Semm durch das CSC-Studio in Hamburg.
| Rolle                       | Beschreibung            | Originalsprecher | Deutscher Sprecher    |
| Kinder                      | Kinder                  | Kinder           | Kinder                |
| --------------------------- | ----------------------- | ---------------- | --------------------- |
| Carmen „Tango“ Cortez       | Team Mission Critical   | Ashley Bornancin | Maria Wardzinska      |
| Juni „Aztec“ Cortez         | Team Mission Critical   | Carter Hastings  | Daniel Kirchberger    |
| Claudia „Scorpion“ Floop    | Team Mission Critical   | Nesta Cooper     | Katharina von Keller  |
| Glitch                      | Team Mission Critical   | Caitlyn Bairstow | Merete Brettschneider |
| Sir Awesome                 | Team Mission Critical   | Richard Ian Cox  | Patrick Bach          |
| Ace                         | Team Mission Critical   | Nicholas Coombe  | Martin Brücker        |
| Peter St. Ignatius „P.S.I.“ | Erfinder                | Travis Turner    | Flemming Stein        |
| Dezmond und Zedmond Vasquez | Anführer des B-Teams    | Yuri Lowenthal   |                       |
| Therese                     | Goldgehirns Assistentin | Kate Micucci     | Franciska Friede      |
| Erwachsene                  |                         |                  |                       |
| Goldgehirn                  | Bösewicht               | Tom Kenny        | Rasmus Borowski       |
| Ingrid Cortez               | Cortez-Eltern           | Mira Sorvino     | Tanja Dohse           |
| Gregorio Cortez             | Cortez-Eltern           | Christian Lanz   | Robin Brosch          |
| Vida Immortata              | Schulleiterin           | Candi Milo       | Dagmar Dreke          |
| Spurious Visage             | Lehrer                  | Tom Kenny        |                       |
| Professor Küpkakke          | Lehrer                  | Tom Kenny        |                       |
| Fegan Floop                 | Lehrer                  | Christian Lanz   |                       |
| Glendora Chatting-Botham    | Lehrer                  | Candi Milo       |                       |
| Jason „Improv“ Pietranthony | ehemaliger Agent        | Yuri Lowenthal   |                       |

## Produktion und Ausstrahlung
Im Mai 2015 wurde zunächst angekündigt, dass die Weinstein Company die Produktionsrechte an der Serienidee von Michael Hefferon und Sean Jara für 26 Episoden erworben hatte. Im Juni 2016 wurde angekündigt, dass die Serie mit FM De Marco als Hauptautor und produziert von Bob Weinstein bei Netflix erscheint. Im März 2017 stieg WoW! Unlimited Media durch die Mainframe Studios in Vancouver in die Produktion der nun 20 Episoden ein. Aufgrund des Weinstein-Skandals und der Insolvenz der Weinstein Company ging die Produktion über an Dimension Television, die Lantern Entertainment gehört. Im Juli 2018 erreichte Netflix, den bisherigen Veröffentlichungsvertrag mit der Weinstein Company zu beenden, während Lantern Entertainment das Unternehmen erwarb; Teil der Einigung war dennoch, dass Netflix weiterhin die zweite Staffel von Spy Kids ausstrahlen werde.